# حزب العمل الاجتماعي الديمقراطي اليهودي في فلسطين (عمال صهيون)
حزب العمل الاجتماعي الديمقراطي اليهودي في فلسطين هو حزب سياسي، تأسس عام 1906 في فلسطين العثمانية. كان مؤسسوه ينتمون إلى مجموعة من المستوطنين الألمان الذين شاركوا في الدفاع عن النفس خلال مذبحة غوميل. لقد كان الفرع الإسرائيلي لحركة عمال صهيون الدولية.
انضم الحزب إلى الأممية الثانية في عام 1915. لقد تمت دعوته للانضمام إلى الأممية في فبراير 1915، بمبادرة من إميل فاندرفيلد، في مؤتمر عُقد في لندن شاركت فيه أحزاب العمل البلجيكية والفرنسية والبريطانية والروسية. لم يعترض اجتماع الأحزاب الاشتراكية من دول المركز، الذي عقد في فيينا في أبريل 1915، على انتماء الحزب.